# Упатисса (правитель)
Упатисса (синг. උපතිස්ස රජ) — регент царства Тамбапанни. До регенстства был советником Виджая, при котором он также основал город Упатиссагама, ставший столицей. До смерти Виджая успел объявить наследника, своего племянника Пандувасдеву. До его прихода, регентом выбрали Упатиссу. Он пробыл в должности около года.